# Dantjan
Dantjan (kitajsko: 丹田 dāntián,  dan tien ali tan t'ien ; japonsko  丹田tanden; korejsko  단전 danjeon; tajsko ตันเถียน dantian; dobesedno  »rdeče polje«; v kitajski izgovorjavi kot ten tien) na splošno prevajamo kot »polje eliksirja«, »morje čija« ali preprosto kot »energijski center«. Dantjani so pomembna mesta za osredotočanje v meditativnih praksah, v tradicionalni kitajski medicini in v sistemih vadbe kakršna sta čigung in kitajske borilne veščine.

## Opredelitev
V skladu s tradicijo lahko dantjan opredelimo kot središče čija. Gre za tista mesta v telesu, ki naj bi bila sposobna shranjevati in ustvarjati energijo či.

## Vrste dantjanov
Izraz dantjan se praviloma nanaša na tri glavna središča čija v trebuhu, prsih in v glavi. Trije dantjani naj bi bili povezani s »tremi zakladi« (San cai: džing, či in šen).
Z dantjanom se včasih enačijo akupunkturne točke pod popkom (ćihai), med prsnimi bradavicami (šandžung) in med obrvmi (jintang). Te točke imenujemo tudi zunanji dantjani, med tem ko se pravi dantjani nahajajo nekoliko v notranjosti telesa. Trije dan tiani so:
- spodnji dantjan (下丹田, śja dantjan) se nahaja v trebuhu: Viri o točni lokaciji spodnjega dantjana niso enotni, saj naj bi se nahajal približno 2cm,[10] 3cm[11][12] do 4 cm[13] do5 cm[14] ali celo več kot 7 cm[15] pod popkom in približno 4 cm[13] do 6 cm[15] globoko v  notranjost oziroma 1/3[12] do 4/7[11] poti med prednjim  in zadnjim delom telesa. Čeprav točna lokacija spodnjega dantjana ni povsem znana, lahko  z njim vzpostavimo stik z mudro , pri kateri moški palec leve roke položijo na popek, dlan in prste pa na trebuh pod popkom, in nato levo dlan in prste prekrijejo z desno dlanjo in prsti, ženske pa najprej pričnejo z desno roko.[16] Spodnji dantjan je najpomembnejši dantjan, saj predstavlja pomembno ravnotežno točko v človekovem  telesu[13][14] in hkrati njegovo osrednje energijsko središče.[1] Ta dan tjan naj bi moral delovati pravilno, ker naj bi bil povezan z imunostjo, vitalnostjo, dobrim počutjem in dolgim življenjem.[17] S spodnjim dantjanom je tesno povezano tudi pravilno dihanje.[14] Velja za prostor, kjer se zbira in krepi džing in či, ki nastaja iz džinga.[8] V daoističnem čigungu zato velja za temelj, na katerem se gradi naprednejše vaje.[18] Na zunanjem prednjem delu telesa se na višini spodnjega dan tiana nahaja akupunkturna točka ćihai (morje čija). [11][1] Čeprav naj bi šlo za najpomembnejši energijski center v telesu, nekateri opozarjajo, da pretirano osredotočanje na spodnji dantjan lahko povzroči pretirano evforijo in nastanek različnih bolezni.[19]
- srednji dantjan (中丹田, džung dantjan)  se nahaja v prsih,[20] po splošni razlagi na isti višini kot akupunkturna točka šandžung, ki se nahaja na sredi med prsnimi bradavicami v bližini timusa-[11][10][21] Imenuje se tudi »Prsna dvorana«, »Izvor« ali »Zgornje morje čija«.[11] po drugi in manj običajni razlagi pa v sončevem pletežu.[5][8] V srednjem dantjanu naj bi se zbirala in krepila či.[8] Ta center naj bi bil povezan s čustvenim ravnovesjem, z ljubeznijo in s sposobnostjo odpuščanja, z zdravilnimi sposobnostmi, z duhovno komunikacijo z nevidnimi svetovi, s čiščenjem karme in celo sposobnostjo za razsvetljenje.[22]
- zgornji dantjan (上丹田, šang dantjan) se nahaja v glavi in sicer v češeriki,[11][8] včasih pa se enači kar z akupunkturno  točko jintang, ki se nahaja med obrvmi.[10] Gornji dantjan imenujemo tudi »Skladišče luči«- svetlobna či naj bi bila potrebna, da transformiramo či v šen[23] Ker je češerika povezana tudi s »tretjim očesom«, zgornji dantjan včasih povezujejo tudi z njim.[20] V zgornjem dantjanu naj bi se zbiral in krepil šen.[8] Povezan naj bi bil z modrostjo, ki jo pridobimo v stiku z duhovnimi svetovi.[24]